# Livio Dante Porta

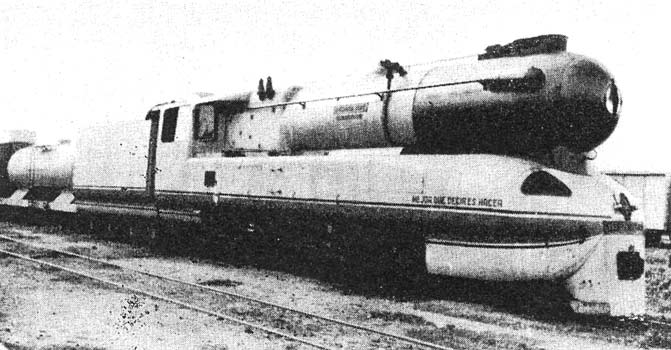
Von Porta konstruierter Prototyp Argentina einer Meterspur-Dampflok der Achsfolge 4-8-0

Livio Dante Porta (* 21. März 1922 in Rosario; † 10. Juni 2003) war ein argentinischer Eisenbahningenieur. Er ist vor allem für innovative Umbauten bestehender Dampflokomotiven bekannt, die höhere Leistung, besseren Wirkungsgrad und weniger Umweltverschmutzung zum Ziel hatten.
Seine wohl bekanntesten Entwicklungen sind seine hocheffizienten Blasrohr-Systeme Lempor und Lemprex (basierend auf dem Blasrohr von Jean Lemaître) und Kylpor (basierend auf dem Kylchap).